# Zuytdorp Cliffs
Zuytdorp Cliffs är ett stup i Australien. Det ligger i delstaten Western Australia, omkring 570 kilometer norr om delstatshuvudstaden Perth.
Trakten runt Zuytdorp Cliffs är nära nog obefolkad, med mindre än två invånare per kvadratkilometer.. Det finns inga samhällen i närheten.
Omgivningarna runt Zuytdorp Cliffs är i huvudsak ett öppet busklandskap. Stäppklimat råder i trakten. Genomsnittlig årsnederbörd är 241 millimeter. Den regnigaste månaden är juni, med i genomsnitt 76 mm nederbörd, och den torraste är oktober, med 1 mm nederbörd.